# Vzpurní svědkové
Vzpurní svědkové je československý televizní film z roku 1983, který režírovala Eva Sadková podle novely Maigret a neochotní svědkové Georgese Simenona. 

## Obsah
Komisař Maigret se chystá vzít si konečně dovolenou a přenechat práci inspektorovi Banloisovi. Nicméně před jeho odjezdem je v domě na Quai de la Gare nalezen zastřelený syn továrníka Lachauma. Pozůstalí však odmítají vypovídat a s komisařem nechtějí komunikovat. Údajně se jednalo o lupiče, který okradl zastřeleného Leonarda Lachauma. Maigretovi se ale toto vysvětlení nepozdává, neboť rodinná továrna je téměř před krachem a Lachaumovi jsou tedy bez majetku.

## Obsazení
| Radovan Lukavský    | komisař Maigret                  |
| Rostislav Novák     | inspektor Banlois                |
| Karel Houska        | továrník Lachaume                |
| Věra Kubánková      | Lachaumová, továrníkova žena     |
| Veronika Freimanová | Pavlína Lachaumová               |
| Miroslav Středa     | Robert Lachaume, Pavlínin muž    |
| Věra Vlčková        | Veronika Lachaumová              |
| Petr Štěpánek       | přítel Veroniky, milenec Pavlíny |
| Václav Mareš        | Leonard Lachaume                 |
| Věra Tichánková     | služebná u Lachaumových          |
| Radka Fiedlerová    | hostinská                        |
| Bohumil Vávra       | účetní                           |
| Karel Linc          | advokát Lachaumových             |
| Eva Trunečková      | správcová                        |
| Petr Pospíchal      | lékař                            |
| Oldřich Janovský    | policista                        |
| Karel Meister ml.   | fotograf                         |
| Stanislav Oubram    | policista                        |
| Jan Šváb            | číšník                           |

## Tvůrci a štáb
- Režie: Eva Sadková
- Námět: Georges Simenon (novela Maigret a neochotní svědkové)
- Scénář: Eva Sadková
- Dramaturgie: Helena Slavíková
- Hlavní kameraman: Vladimír Opletal
- Vedoucí výrobního štábu: Jiří Merunka
- Hudba: Václav Zahradník
- Výtvarník scény: Aleš Voleman
- Výtvarník kostýmů: Marie Franková
- Zvuk: Zdeněk Stropek
- Střih: Jana Malásková
- Kameramani: Stanislav Benc, Miloš Horák, Bohuslav Kudláček, Martin Horyna
- Maskéři: Josef Borovička, Jiřina Kozlová
- Pomocná režie: Jarmila Fulínová

## Produkční a technické údaje
- Premiéra: 31. červenec 1983, I. program Československé televize (od 20:05)
- Výroba: Československá televize Praha, Hlavní redakce dramatického vysílání, © 1983
- Barva: barevný
- Jazyk: čeština
- Délka: cca 76 minut
- Formát obrazu: 4:3